# Vyšné Wahlenbergovo pleso
Vyšné Wahlenbergovo pleso (deutsch Oberer Wahlenberg-See, ungarisch Felső-Wahlenberg-tó, polnisch Wielki Staw Furkotny Wyżni) ist ein Bergsee auf der slowakischen Seite der Hohen Tatra.
Er befindet sich im Abschluss des Tals Furkotská dolina (deutsch Furkotatal) zwischen den Bergen Ostrá, Furkotský štít und Veľké Solisko, seine Höhe beträgt 2157 m n.m. und ist zweithöchstgelegener ständiger See der Tatra nach Modré pleso. Seine Fläche liegt bei 51.655 m², er misst 335 × 222 m und ist bis zu 20,6 m tief. Bis auf ca. zwei Monate jährlich ist der See zugefroren. Es gibt keinen oberirdischen Abfluss, der See liegt jedoch im Einzugsgebiet des Furkotský potok (deutsch Furkotabach), einem Nebenfluss von Biely Váh, der wiederum ein Quellfluss des längsten slowakischen Flusses Waag ist.
Ähnlich wie der tiefer gelegene See Nižné Wahlenbergovo pleso trägt dieser See den Namen des schwedischen Botanikers Göran Wahlenberg. Im Jahrbuch 1880 des Ungarischen Karpathenvereins erscheint auch der Name vierter Furkoter See (deutsch) oder Negyedik-Furkota-tó (ungarisch).
Oberhalb des Ostufers verläuft ein gelb markierter Wanderweg von Štrbské Pleso heraus über das Tal Mlynická dolina und den Sattel Bystrá lávka und zurück südwärts zum rot markierten Wanderweg Tatranská magistrála.